# 歴陽郡
歴陽郡（れきよう-ぐん）は、中国にかつて存在した郡。晋代から唐代にかけて、現在の安徽省馬鞍山市一帯に設置された。

## 概要
304年（西晋の永興元年）、淮南郡の烏江県と歴陽県を分割して、歴陽郡が立てられた。歴陽郡は揚州に属し、郡治は歴陽県に置かれた。東晋の安帝のとき、豫州に転属した。
422年（南朝宋の永初3年）、豫州の淮東が分割されて南豫州が立てられると、歴陽郡は南豫州に転属した。宋の歴陽郡は歴陽・烏江・竜亢・雍丘・酇の5県を管轄した。
南朝斉のとき、歴陽郡は歴陽・竜亢・雍丘の3県を管轄した。
北斉のとき、歴陽郡は和州に属した。
583年（開皇3年）、隋が郡制を廃すると、歴陽郡は廃止されて、和州に編入された。607年（大業3年）に州が廃止されて郡が置かれると、和州が歴陽郡と改称された。歴陽郡は歴陽・烏江の2県を管轄した。
620年（武徳3年）、唐が杜伏威を降すと、歴陽郡は和州と改められた。742年（天宝元年）、和州は歴陽郡と改称された。758年（乾元元年）、歴陽郡は和州と改称され、歴陽郡の呼称は姿を消した。